# Toranj (gmina Velika)
Toranj – wieś w Chorwacji, w żupanii pożedzko-slawońskiej, w gminie Velika. W 2011 roku liczyła 173 mieszkańców.